# 職業的な境界線
職業的な境界線（しょくぎょうてきなきょうかいせん、英語: Professional boundaries）は、あらゆる職業とその顧客との関係において重要な事項となる。境界（バウンダリー）を越えた振る舞い（境界侵害）は多くの場合、その職または所属組織に対する信頼と評判を損ね、損害を与えるものである。特に、弱者・強者の関係性において境界を越えた場合、職業倫理に反する行為、または搾取となり不法な犯罪行為となる場合もある。
個人の境界線に対して、職業的な境界線は特定の職種に従事する者のガイドライン、ルール、制約でもあり、顧客との関係に一線を引く、と表現されることがある。職業倫理の一環である。

## 教師と生徒の関係
自らの教え子である生徒との性的関係は、欧米では非常に厳しく、日本でも教師という立場を利用し、立場の弱い、場合によっては未成年でもある生徒を搾取する行為としてモラルに反し、懲戒免職、または児童買春・児童ポルノ禁止法違反として立件されるケースが増えている。
また、自らの信条等にもとづき、私的な意見を、あたかも事実や真理であるかのように生徒に教える行為も職業倫理にもとると言える。

## 看護師ー患者の境界
看護師・患者の関係性はあらゆる臨床現場において、実践看護の基礎となるものである。しかしながら、日本の看護職においては、まだまだ意識が低く、研究や倫理、教育面で遅れている分野である。 
職業的な境界を越えて、看護師が患者と恋愛関係になるなど、個人的な関係に及ぶことは、患者に対し害を及ぼし、看護職の信頼性を損ねるなどの理由で、基本的な職業モラル違反となり、法的にも定められた不法行為の一つとなる。
患者との立場関係について
「Professional Boundaries and the Nurse-Client Relationship: Keeping it Safe and Therapeutic - Guidelines for Registered Nurses」というガイドラインでは以下のように説明している。
「患者」対「看護師」という時点で不公平な力関係が生じ、患者は看護師に対し脆弱で言いなりにされるがままの弱い立場に置かれる。看護師がその職業的立場を自覚せずに軽視すると、患者は潜在的虐待と搾取の対象となる。その不均衡は、患者は看護師が提供するサービスに依存し、看護師の専門知識と医療機関における権限と、患者個人の秘匿情報に触れる立場、そして患者の決断を左右させうる立場などから来る。また、看護という仕事の特性上、患者に対して密の肉体的、精神的、感情的な親密さという雰囲気を醸成するが、これは同時に患者の脆弱性を増長させてしまう。この潜在的な権力の乱用につながる力関係の不均衡と職業的立場を認識し、患者を萎縮させてしまうように感じさせたり、依存させるようなこと、または弱い立場に付け入るようなことにならないように注意するのは看護師の責任である。

## 医師 - 患者の境界
医師と患者の関係も同様であり、医療倫理の指針（AMA Code of Medical Ethics）には、患者との性的接触について独立した項目がある。そこには、「患者・医師関係と同時期に起こる性的接触は、不正行為（違法行為）に相当する。 医師と患者間の性的または恋愛的な交流は、医師と患者のあるべき関係を損ない、患者の弱い立場が悪用される可能性があり、 医師の客観的な判断を鈍らせる可能性がある。そのため、最終的に患者にとって有害になり得る」としている。また、ニューヨーク州の衛生局（Department of health)は、医師と患者の性的接触を禁じている。つまり、互いの同意で始まった付き合いでも、その事実が露見すれば、不正行為として懲戒処分をうける。
特に、精神科医と患者が私的関係を持つことは、嫌悪すべきタブー（禁忌）とされてきた。それは精神科では心理学用語でいう「転移」を利用して患者の治療を行う。そういう立場を利用して患者に付け入るのは近親相姦なみの幼児虐待と同じレベルの行為と見なされるのである。特に、精神科医と患者が私的関係を持つことは、治療者の中立性に違反しており、嫌悪すべきタブー（禁忌）とされてきた。精神科医熊木徹夫はその著書の序文で「私が精神科医になってから18年が経ちましたが、これまでに誰からも改めて『精神科医が患者さんを愛してはいけない』と戒められたことはありません。が、これは人類がどの文化においてもインセスト（近親相姦）タブーを堅持してきたのと同様、精神科医の職業モラルとして最重要なものの一つであり、かつ不文律です。この前提が崩されたとき、精神医療の正義は破綻します」と述べている